# Cronologia della seconda guerra mondiale (1939)
Questa cronologia della seconda guerra mondiale contiene gli eventi militari, politici e diplomatici inerenti alla seconda guerra mondiale e fatti collegati, dal 1º settembre al 31 dicembre 1939. Per gli eventi precedenti il 1º settembre 1939 e che hanno portato allo scoppio della guerra, si veda la cronologia degli eventi precedenti la seconda guerra mondiale.
L'invasione della Polonia della Germania nazista il 1º settembre 1939 e la dichiarazione di guerra di Gran Bretagna e Francia alla Germania due giorni dopo segnano l'inizio della seconda guerra mondiale. Dopo la dichiarazione di guerra, all'inizio l'Europa occidentale vide pochissimo confronto militare aereo attivo o terrestre e il periodo venne chiamato "strana guerra". Nell'Europa orientale, tuttavia, l'accordo tra l'Unione Sovietica e la Germania nazista firmato il 23 agosto aprì la strada a settembre per l'invasione dell'Unione Sovietica della Polonia orientale, che venne divisa tra i due invasori prima della fine del mese. L'Unione Sovietica iniziò una nuova offensiva militare invadendo la Finlandia alla fine di novembre.

## 1939

### Settembre
- 1º settembre - Intorno alle 4:48 la corazzata tedesca Schleswig-Holstein, ancorata nel porto di Danzica, apre il fuoco sulla vicina stazione navale polacca di Westerplatte: è l'inizio della seconda guerra mondiale.[1] Allo stesso tempo la  Luftwaffe attacca diversi obiettivi in Polonia, tra cui Wieluń, la prima città nella guerra che verrà  bombardata a tappeto dai tedeschi.[2] Poco prima delle 6:00, l'esercito tedesco passa il confine polacco in gran numero da nord e da sud, insieme alle unità della Slovacchia.[3][4] Nello stesso giorno, la Città Libera di Danzica viene annessa dalla Germania.[5] Gli oppositori trincerati nell'ufficio postale polacco della città vengono sopraffatti:[6] inizia la campagna di Polonia.
  - Il segretario per la guerra britannico Leslie Hore-Belisha ordina all'Ufficio della Guerra d'iniziare la mobilitazione generale delle forze armate britanniche.[7] La Camera dei comuni del Regno Unito approva un budget militare d'emergenza.[8] In uno sforzo di evacuazione di massa (nome in codice "operazione Pied Piper") le autorità britanniche trasferiscono 1.473.000 bambini e adulti dalle città alle campagne. Gli adulti coinvolti erano insegnanti, persone con disabilità e loro accompagnatori, madri con bambini in età prescolare.[9]
  - Il governo italiano annuncia che manterrà una condizione di "non belligeranza" nel conflitto.[10]
  - Danimarca, Estonia, Finlandia, Lettonia, Norvegia, Romania e Svezia dichiarano immediatamente la loro neutralità.[11][12]
  - Agendo per conto dei loro governi, gli ambasciatori di Francia e Gran Bretagna chiedono al governo tedesco di cessare tutte le attività ostili e di ritirare le sue truppe dalla Polonia.[5]
  - Il presidente degli Stati Uniti Franklin Delano Roosevelt invia un appello a tutte le potenze europee coinvolte nella crisi chiedendo loro di astenersi dal bombardare civili e città non fortificate. Il Führer della Germania, Adolf Hitler, risponde immediatamente assicurando il chargé d'affaires americano Alexander C. Kirk che la Luftwaffe attaccherà solo obiettivi militari. Anche il primo ministro britannico Neville Chamberlain promette di attenersi alla richiesta, così come l'ambasciatore della Polonia negli Stati Uniti Jerzy Antoni Potocki.[13]
  - La Repubblica di Cina e l'Impero giapponese sono coinvolti nelle prime fasi del terzo anno di conflitto armato tra loro durante la seconda guerra sino-giapponese. La guerra è in quello che sarà conosciuto come il "Secondo periodo", che inizia nell'ottobre 1938 e termina nel dicembre 1941. Alla data il conflitto confluì nella guerra mondiale: il Giappone si aggregò all'Asse nel settembre 1940, la Cina agli Alleati a fine dicembre 1941.

- 2 settembre - Adolf Hitler dichiara che rispetterà l'integrità territoriale della Norvegia, a condizione che questa non sia "minacciata o violata da altri paesi".
  - I governi britannico e francese si accordano per lanciare un ultimatum alla Germania il giorno seguente.[14] Il Dáil Éireann dello Stato irlandese approva uno stato di emergenza, aprendo la strada a una legislazione che accresce notevolmente i poteri del governo.[15] Il governo svizzero ordina la mobilitazione generale delle sue forze.[senza fonte]
  - Subito dopo la Gran Bretagna, anche il parlamento francese approva un bilancio di guerra d'emergenza.[16] L'esercito francese inizia la sua mobilitazione generale.[17]
- 3 settembre - Alle 9:00 l'ambasciatore britannico a Berlino Nevile Henderson viene incaricato dal gabinetto di consegnare un ultimatum alla Germania che scade senza risposta alle 11:00.[18] Alle 11:15, ora locale britannica, il primo ministro britannico Neville Chamberlain annuncia alla BBC Radio che "di conseguenza questa nazione è in guerra con la Germania". Anche i parlamenti di Australia e Nuova Zelanda e il viceré dell'India dichiarano guerra alla Germania entro poche ore dalla dichiarazione della Gran Bretagna.[19][20]
  - Viene promulgato immediatamente il National Service Armed Forces Act 1939, che impone totale coscrizione su tutti i maschi tra i 18 e i 41 anni residenti nel Regno Unito.[21][22] Chamberlain forma un nuovo ministero di guerra con un governo di guerra più piccolo e più potente composto da nove ministri (Chamberlain, Sir Samuel Hoare, Sir John Simon, Lord Halifax, Leslie Hore-Belisha, Sir Kingsley Wood, Lord Chatfield, Lord Hankey e Winston Churchill).[23] Durante la sua prima riunione, il governo nomina il generale Sir Edmund Ironside capo dello Stato Maggiore Imperiale e il generale visconte Gort capo della British Expeditionary Force.[24]
  - Alle 12.30, ora locale britannica, il governo francese consegna un ultimatum finale simile a quello britannico che scade alle 17.00, anch'esso senza risposta.[25]
  - A poche ore dalla dichiarazione di guerra britannica il sommergibile tedesco U-30 affonda la nave passeggeri SS Athenia, che faceva rotta da Glasgow a Montréal, 250 miglia (400 km) a nordovest dell'Irlanda, uccidendo 117 persone; è il primo affondamento della guerra di una nave mercantile da parte di un sommergibile. Inizia la battaglia dell'Atlantico.[26]
  - "Bloody Sunday": accusati di aver sparato alle truppe polacche, circa 1.000 civili di etnia tedesca vengono uccisi nella città polacca di Bydgoszcz.[27]
  - Il Taoiseach d'Irlanda Éamon de Valera dichiara la neutralità della nazione.[28]
  - Paesi Bassi e Belgio dichiarano la loro neutralità.[11]
  - Le autorità tedesche ordinano agli U-Boot di agire immediatamente contro tutte le navi britanniche, ma risparmiando le navi francesi e in stretta osservanza del diritto di preda.[29]
  - Il cacciatorpediniere polacco ORP Wicher e il posamine ORP Gryf vengono affondati nelle acque polacche del porto di Hel dalla Luftwaffe, rendendole le prime navi da guerra ad essere affondate durante la guerra.[30]
  - Nella prima azione militare della Gran Bretagna, il Bomber Command della Royal Air Force invia 27 aerei per bombardare la Kriegsmarine, ma tornano indietro prima di essere riusciti a trovare uno degli obiettivi.[31] Durante la notte dieci Whitley effettuano la prima di molte "incursioni di nichel" a Brema, Amburgo e nella Ruhr, in cui gli aerei lanciano volantini di propaganda.[32]
  - In ulteriore risposta all'appello di Roosevelt, gli inglesi e i francesi presentano una dichiarazione formale congiunta, affermando che i bombardieri alleati avrebbero attaccato solo obiettivi militari a meno che la Germania non iniziasse bombardamenti civili indiscriminati.[13]
- 4 settembre - Il Dominion di Terranova dichiara guerra alla Germania.
  - In Polonia la 3ª Armata tedesca della Prussia Orientale si collega con le unità della Pomerania Occidentale tedesca, coprendo così il corridoio di Danzica.[5]
  - Nella prima azione offensiva britannica della guerra, la Royal Air Force invia 15 Bristol Blenheim per lanciare un'incursione sulla flotta tedesca nell'ansa dell'isola di Helgoland. Gli aerei prendono di mira l'incrociatore pesante Admiral Scheer e l'incrociatore leggere Emden, ancorati al largo di Wilhelmshaven, all'estremità occidentale del Canale di Kiel. Vengono persi 7 aerei nell'attacco e, anche se l'Admiral Scheer viene colpita tre volte, le bombe non esplodono.[33][34]
  - Il Giappone annuncia la sua neutralità rispetto alla situazione europea. L'Ammiragliato britannico annuncia l'inizio di un blocco navale sulla Germania, uno dei tanti provvedimenti con cui gli inglesi intraprenderanno una guerra economica sulle potenze dell'Asse.[35]
  - Il caudillo di Spagna Francisco Franco afferma che osserverà una "stretta neutralità" nel conflitto.[36]
  - La Lituania proclama la sua neutralità nel conflitto.[12]
  - La mozione del primo ministro sudafricano Barry Hertzog per rimanere neutrale nella guerra viene respinta nell'Assemblea 80 voti contro 67. A questo punto, Hertzog va dal governatore generale Patrick Duncan e chiede d'indire una nuova elezione, ma Duncan rifiuta.[20]
  - Le prime avanguardie del corpo di spedizione britannico arrivano in Francia.[37]
  - Dopo l'affondamento della Athenia Hitler proibisce qualsiasi attacco alle navi passeggeri.[38]
- 5 settembre - I tedeschi forzano la linea della Vistola e si apprestano a superare anche il Narew e il Bug Occidentale.
  - Barry Hertzog viene deposto in favore del vice primo ministro Jan Smuts.
  - Il Regno di Jugoslavia dichiara la sua neutralità.[39]
  - Il mercantile britannico SS Bosnia diventa la prima nave mercantile affondata nella battaglia dell'Atlantico quando viene preso di mira al largo delle coste del Portogallo dall'U-Boot U-47.[40]
  - Gli Stati Uniti dichiarano pubblicamente la neutralità.[41] Nello stesso giorno il presidente americano Franklin D. Roosevelt ordina di mettere insieme una Neutrality Patrol, che deve osservare e segnalare eventuali forze belligeranti pattugliando la costa atlantica degli Stati Uniti ed i Caraibi.[42]
- 6 settembre - Il Sudafrica, sotto l'ora primo ministro Jan Smuts, dichiara guerra alla Germania.[43][39]
  - La 14ª Armata tedesca conquista Cracovia, nel sud della Polonia; l'esercito polacco è in ritirata generale.
  - Battaglia di Barking Creek: prime perdite britanniche.[44]
  - Come protezione contro gli U-Boot, l'Ammiragliato ordina di adottare il sistema dei convogli.[45] La flotta britannica inizia il blocco navale sulle navi dirette in Germania mediante l'implementazione della Northern Patrol.[46]
- 7 settembre - Offensiva della Saar: dieci divisioni francesi entrano, senza avanzare ulteriormente, a Saarlouis, Saarbrücken e Zweibrücken: inizia la drôle de guerre (strana guerra).[47]
  - In Gran Bretagna viene approvato il National Registration Act 1939, che introduce le carte di identità e permette al governo di controllare la forza lavoro.
- 8 settembre - La Gran Bretagna istituisce il Ministero dell'Alimentazione per monitorare l'approvvigionamento e la distribuzione del cibo.[48]
  - Roosevelt proclama "un'emergenza nazionale limitata", aumentando le spese militari ed espandendo le dimensioni delle forze armate degli Stati Uniti.[49]
  - I tedeschi iniziano quella che sarà la posa di mine sistematica nelle acque britanniche, mediante la posa di mine nel porto di Portland.[50]
- 9 settembre - L'offensiva francese della Saar si blocca presso la pesantemente minata foresta del Warndt, dopo essere avanzata per circa 8 miglia (13 km) in territorio tedesco, incontrando scarsa resistenza.
- 10 settembre - Dopo essere stata approvata con consenso unanime da entrambe le Camere del Parlamento canadese e ricevendo l'assenso reale dal governatore generale del Canada Lord Tweedsmuir, il Canada dichiara guerra alla Germania.[51]
  - Varsavia viene colpita per la prima volta da bombardamenti. In quel solo giorno dodici incursioni prendono di mira la città.[52]
  - Il sottomarino britannico HMS Triton affonda il sottomarino britannico HMS Oxley scambiandolo per un U-Boot, lasciando solo due sopravvissuti. È il primo sottomarino del conflitto ad essere affondato.[53][29]
- 11 settembre -  Il viceré dell'India Victor Hope, II marchese di Linlithgow annuncia alle due camere della legislatura indiana (il Consiglio di Stato e l'Assemblea legislativa), che a causa della partecipazione dell'India alla guerra i piani per la Federazione dell'India sotto il Government of India Act del 1935 saranno rinviati a tempo indeterminato.
  - I tedeschi completano l'occupazione del Voivodato della Slesia.
- 12 settembre - Il generale Gamelin ordina di cessare l'avanzata francese in Germania dopo aver preso solo una manciata di villaggi.[47]
- 12-18 settembre - Ha inizio la battaglia del fiume Bzura; i tedeschi realizzano la prima grande sacca della storia, catturando 170.000 soldati polacchi.
- 13 settembre - La marina francese subisce le sue prime perdite a Casablanca, nel Marocco francese, quando l'incrociatore posamine Pluton esplode a causa di un incidente che uccide 215 persone.[54]
- 14 settembre - Gli incrociatori che scortano la portaerei HMS Ark Royal affondano il sommergibile tedesco U-39 con bombe di profondità. Tutti i membri dell'equipaggio vengono soccorsi e fatti prigionieri. È il primo affondamento di un sottomarino tedesco nella seconda guerra mondiale.[55]
- 15 settembre - All'esercito polacco viene ordinato di resistere al confine rumeno fino all'arrivo degli Alleati.[41]
  - Il Regno di Bulgaria annuncia formalmente la sua neutralità.[56]
- 16 settembre - Varsavia è circondata dalle truppe tedesche, mentre il grosso delle truppe polacche concentrate a Leopoli viene annientato.
  - I francesi completano la loro ritirata dalla Germania, terminando l'offensiva della Saar.
  - Il primo convoglio transatlantico diretto a est salpa da Halifax verso Liverpool. Seguiranno 357 di questi convogli HX.[57]
  - L'Unione Sovietica e la sua alleata Mongolia vincono la battaglia di Khalkhin Gol contro il Giappone, terminando le guerre di confine sovietico-giapponesi.
- 17 settembre - L'Unione Sovietica invade a sua volta la Polonia da est, occupando il territorio ad oriente della linea Curzon oltre a Białystok e alla Galizia orientale.[58]
  - La portaerei HMS Courageous è affondata dal sommergibile U-29 mentre pattuglia le coste dell'Irlanda, causando la morte di 514 marinai; di conseguenza, l'Ammiragliato britannico decide di non impiegare più portaerei nella caccia ai sommergibili. È la prima grande nave da guerra ad essere affondata nel conflitto.[55]
  - L'Esercito imperiale giapponese lancia attacchi contro la città cinese di Changsha, mentre le loro forze nello Jiangxi settentrionale attaccano verso ovest in direzione di Henan.
- 18 settembre - Il presidente polacco Ignacy Mościcki e il comandante in capo Edward Rydz-Śmigły abbandonano la Polonia per la Romania, dove sono entrambi internati; le forze russe raggiungono Vilnius e Brest-Litovsk. Il sommergibile polacco ORP Orzeł fugge da Tallinn; la neutralità dell'Estonia è messa in discussione da Unione Sovietica e Germania.
  - L'esercito francese completa la sua mobilitazione di sedici giorni.[17]
- 19 settembre - Le truppe tedesche e sovietiche s'incontrano vicino a Brest-Litovsk.
  - L'Unione Sovietica blocca il porto di Tallinn, capitale dell'Estonia.
  - L'Esercito imperiale giapponese attacca l'Esercito Rivoluzionario Nazionale cinese lungo il fiume Xi Jiang, utilizzando gas velenoso durante la battaglia di Changsha.
- 20 settembre - Il sommergibile U-27 viene affondato con bombe di profondità dai cacciatorpediniere HMS Fortune e HMS Forester.
- 21 settembre - Il primo ministro romeno Armand Călinescu viene assassinato dalla Guardia di Ferro, un gruppo ultra-nazionalista.
- 23 settembre - L'Esercito imperiale giapponese espelle l'Esercito Rivoluzionario Nazionale cinese dalla zona del fiume Xi Jiang: la 6ª e la 13ª Divisione attraversano il fiume sotto la copertura dell'artiglieria ed avanzano più a sud lungo il fiume Miluo durante la battaglia di Changsha.
- 24 settembre - L'aeronautica sovietica viola lo spazio aereo estone. Gli estoni negoziano con i sovietici a Mosca: Molotov avverte gli estoni che se l'Unione Sovietica non otterrà basi militari in Estonia sarà costretta ad usare "azioni più radicali".
  - Il Führer der Unterseeboote Karl Dönitz alleggerisce notevolmente il diritto di preda, ordinando l'affondamento senza preavviso delle navi mercantili che inviano segnali via radio e l'attacco alle navi passeggeri alleate più piccole. Apre la guerra anche alla navigazione francese.[59][60]
- 25 settembre - In Germania si raziona il cibo.
  - Attività aerea sovietica in Estonia. Le truppe sovietiche lungo il confine estone comprendono 600 carri armati, 600 aerei e 160.000 uomini.
  - All'apertura a Panama della conferenza panamericana dei ministri degli affari esteri, il sottosegretario di Stato Sumner Welles chiede il loro supporto per una Zona di Pattuglia che copra le Americhe.[42]
- 26 settembre - Dopo un massiccio bombardamento d'artiglieria, i tedeschi lanciano un grande assalto di fanteria nel centro di Varsavia.
  - Vengono avvistati bombardieri russi nel cielo di Tallinn.
  - La Luftwaffe attacca la Home Fleet tra la Scozia e lo Skagerrak con scarso successo; nell'occasione un Dornier Do 18 viene abbattuto da un Blackburn Skua del Fleet Air Arm della portaerei HMS Ark Royal, diventando così il primo aereo tedesco abbattuto dagli inglesi.[61][62]
  - Hitler ordina alle corazzate tascabili Deutschland e Admiral Graf Spee di scatenarsi a lungo raggio nell'Atlantico contro il trasporto marittimo Alleato, la prima diretta nell'Atlantico settentrionale e la seconda in quello meridionale.[63]
- 27 settembre - Nelle prime operazioni offensive da parte dell'esercito tedesco in Europa occidentale, cannoni sulla linea Sigfrido aprono il fuoco sui villaggi dietro la linea Maginot francese.[64]
- 28 settembre - A Mosca i ministri Joachim von Ribbentrop e Vjačeslav Michajlovič Molotov firmano il Trattato di frontiera tedesco-sovietico: il protocollo segreto specifica i dettagli della spartizione della Polonia originariamente definita nel Patto Molotov-Ribbentrop (23 agosto 1939) e aggiunge la Lituania alla sfera di interesse dell'Unione Sovietica.
  - I resti dell'esercito polacco e della milizia nel centro di Varsavia capitolano ai tedeschi.
  - Truppe sovietiche si ammassano al confine con la Lettonia. Viene violato lo spazio aereo lettone.
  - L'Estonia firma un trattato di mutua assistenza decennale con l'Unione Sovietica, che permette ai sovietici di occupare le principali basi militari del paese con 30.000 uomini. Stalin promette, in cambio, di rispettare l'indipendenza estone.
- 29 settembre - L'Esercito imperiale giapponese arriva alla periferia di Changsha, ma non è in grado di conquistare la città perché le sue linee di rifornimento sono tagliate fuori dall'Esercito Rivoluzionario Nazionale cinese.
- 30 settembre - Formazione del governo in esilio polacco a Londra, presieduto dal generale Władysław Sikorski.
  - La corazzata tascabile Admiral Graf Spee affonda la nave da carico inglese Clement al largo della costa di Pernambuco, Brasile. Ha inizio la caccia alla corazzata tedesca.[65]
  - Le forze francesi al confine franco-tedesco ripiegano sulla linea Maginot in previsione di un'invasione tedesca.[41]

### Ottobre
- 1º ottobre - Rappresentanti lettoni negoziano con Stalin e Molotov: i sovietici minacciano un'occupazione con la forza se non otterranno basi militari in Lettonia.
- 2 ottobre - I delegati di 21 stati americani riuniti a Panama istituiscono lungo le coste dei rispettivi paesi una "zona di sicurezza", entro la quale ogni azione bellica costituirebbe un atto ostile. La U.S. Navy deve pattugliare una zona di neutralità di circa 300 miglia (480 km).[42]
- 3 ottobre - Le forze britanniche si muovono al confine con il Belgio.
  - I lituani incontrano Stalin e Molotov a Mosca: Stalin offre alla Lituania la città di Vilnius (in Polonia) in cambio del permesso d'istituire basi militari sovietiche in Lituania. I lituani sono riluttanti.
- 5 ottobre - Trattato di mutua assistenza decennale tra URSS e Lettonia, analogo a quello firmato il 28 settembre con l'Estonia, che permette ai sovietici lo schieramento nel paese di 25.000 uomini in basi. In cambio i sovietici promettono di rispettare l'indipendenza lettone.
  - Reagendo alla notizia che incursori di superficie tedeschi stanno prendendo di mira le navi commerciali, il Primo lord del mare britannico sir Dudley Pound ordina di creare, insieme ai francesi, otto forze di caccia per esplorare l'Atlantico e distruggere gli incursori di superficie.[66]
- 6 ottobre - La campagna di Polonia può considerarsi ufficialmente conclusa; dal Reichstag Hitler annuncia che è disposto ad intavolare una conferenza di pace con Francia e Regno Unito, proponendo di riconoscere lo status quo nell'Europa orientale.
  - Secondo quanto riferito, l'esercito cinese sconfigge i giapponesi nella battaglia di Changsha.
- 9 ottobre - Hitler emette ordini (Fall Gelb) alla Wehrmacht di prepararsi all'invasione di Belgio, Francia, Lussemburgo e Paesi Bassi.
  - L'incrociatore tedesco Deutschland cattura il mercantile americano SS City of Flint e il suo equipaggio, accusandoli di contrabbando. Guidata da un equipaggio preda, alla nave viene ordinato di andare in Germania, causando un incidente diplomatico con gli Stati Uniti ed infiammando l'opinione pubblica americana.[67][68]
- 10 ottobre - Trattato di mutua assistenza decennale tra URSS e Lituania analogo ai precedenti: Vilnius e il suo territorio, annessi alla Polonia nel 1922, vengono restituiti alla Lituania in cambio dello schieramento di 20.000 sovietici nel paese.
  - L'ultimo raggruppamento di soldati polacchi si arrende ai tedeschi.
  - I capi della marina tedesca suggeriscono ad Hitler di occupare la Norvegia.
  - Il primo ministro del Regno Unito Neville Chamberlain respinge i propositi di pace di Hitler.
- 11 ottobre - Si stima che in Francia vi siano 158.000 soldati britannici.
- 12 ottobre - Il primo ministro francese Édouard Daladier respinge i propositi di pace di Hitler.
  - Iniziano le trattative russo-finlandesi per uno scambio di territori: l'Unione Sovietica esige che la Finlandia rinunci ad una base militare vicino a Helsinki e scambi alcuni territori sovietici e finlandesi per la protezione di Leningrado contro la Gran Bretagna o l'eventuale futura minaccia della Germania.
  - Adolf Eichmann inizia la deportazione degli ebrei da Austria e Cecoslovacchia in Polonia.
- 13 ottobre - La nave da battaglia britannica HMS Royal Oak è affondata dal sottomarino tedesco U-47U-47, sotto il comando di Günther Prien, nella rada di Scapa Flow (Scozia). Muoiono 833 membri dell'equipaggio.[55]
- 14 ottobre - Ultimatum dell'Unione Sovietica alla Finlandia.
- 15 ottobre - Trattato tedesco-estone per il trasferimento nel Reich degli estoni di origine tedesca.
- 16 ottobre - La Luftwaffe compie la sua prima incursione aerea sulla Gran Bretagna, inviando una dozzina di Junkers Ju 88 a caccia di navi al largo di Rosyth, in particolare l'incrociatore HMS Hood. L'incursione non ha successo, non riuscendo a mettere a segno alcun colpo mentre il comandante del gruppo Helmuth Pohle viene abbattuto.[61][69] Un altro stormo attacca navi britanniche nel Firth of Forth, danneggiando gli incrociatori HMS Southampton ed HMS Edinburgh e il cacciatorpediniere HMS Mohawk.
- 17 ottobre - La Luftwaffe lancia una nuova incursione sulla Gran Bretagna, questa volta prendendo di mira la flotta britannica ancorata a Scapa Flow, ancora con scarso successo, colpendo solo la smantellata HMS Iron Duke.
- 18 ottobre - Le prime truppe sovietiche entrano in Estonia. Durante l'Umsiedlung, 12.600 tedeschi del Baltico abbandonano l'Estonia.
- 19 ottobre - Viene stipulato un patto di mutua assistenza tra Francia, Regno Unito e Turchia.
  - Porzioni della Polonia vengono formalmente annesse alla Germania; viene stabilito a Lublino il primo ghetto ebraico.
- 20 ottobre - La "strana guerra": le truppe francesi si stabiliscono nei dormitori e nelle gallerie della linea Maginot; i britannici costruiscono nuove fortificazioni tra la linea Maginot e la Manica.
  - La prima enciclica di Papa Pio XII condanna il razzismo e le dittature.
- 21 ottobre - Trattato italo-tedesco per il diritto di opzione degli altoatesini.
  - Inizia nel Regno Unito la registrazione d'arruolamento per tutti i maschi normodotati tra i 18 e i 23 anni.[22]
- 23 ottobre - Il mercantile sequestrato City of Flint raggiunge Murmansk nell'Unione Sovietica. Quattro giorni dopo gli viene permesso di partire ancora sotto il controllo del suo equipaggio preda, nonostante le rabbiose proteste dell'amministrazione Roosevelt. L'incidente di Murmansk avrebbe avuto anche conseguenze durature, alienando l'opinione pubblica americana.[68]
- 26 ottobre - La Germania annette le ex regioni polacche di Alta Slesia, Prussia Occidentale, Pomerania, Poznań, Ciechanów (Zichenau), parte di Łódź e la Città libera di Danzica e crea due nuovi distretti amministrativi, Danzica-Prussia Occidentale e Posen (successivamente chiamato Distretto di Wartheland o Warthegau); le aree della Polonia occupata non annesse direttamente dalla Germania o dall'Unione Sovietica sono poste sotto un'amministrazione civile tedesca chiamata Generalgouvernement.[70]
  - Monsignor Jozef Tiso diventa presidente della Slovacchia.
  - L'ex gerarca nazista Hans Frank viene nominato governatore della Polonia; iniziano le persecuzioni contro gli ebrei.
- 27 ottobre - Il Belgio proclama la propria neutralità.
- 28 ottobre - Hitler, preoccupato da una parte per le proteste ricevute dai governi americano e norvegese e dall'altra per il pericolo di perdere una nave da guerra dal nome così prestigioso, ordina alla Deutschland di rientrare in patria.[71]
- 30 ottobre - L'Unione Sovietica annette i territori polacchi occupati.
  - Trattato tedesco-lettone per l'evacuazione dei tedeschi dalle regioni baltiche.
  - Il governo britannico rilascia un rapporto sui campi di concentramento in costruzione in Europa per gli ebrei e gli anti-nazisti.[72]
- 31 ottobre - Poiché la Germania pianifica un attacco contro la Francia, il tenente generale tedesco Erich von Manstein propone che la Germania attacchi attraverso le Ardenne piuttosto che attraverso il Belgio, il percorso d'attacco previsto.

### Novembre
- 1º novembre - La città libera di Danzica e il suo "Corridoio" vengono ufficialmente annessi al Reich. L'Unione Sovietica annette le parti orientali della Polonia occupata all'Ucraina e alla Bielorussia.
- 1-2 novembre - Il fisico tedesco Hans Ferdinand Mayer compila, durante un viaggio a Oslo, il cosiddetto Rapporto Oslo, contenente importanti informazioni militari segrete tedesche.[73]
- 3 novembre - La Finlandia e l'Unione Sovietica negoziano nuovamente nuovi confini. I finlandesi diffidano degli obiettivi di Stalin e si rifiutano di cedere territorio che romperebbe la loro linea difensiva.
  - Il City of Flint fa tappa a Haugesund, adducendo ragioni mediche. Il loro ancoraggio senza giustificato motivo in acque neutre viene giudicato una violazione del diritto internazionale dalle autorità norvegesi, che durante la notte abbordano la nave liberando la nave ed internando i tedeschi.
- 4 novembre - Viene approvato il Neutrality Act statunitense: i francesi e gli inglesi possono comprare armi, ma in maniera strettamente monetaria. Gli isolazionisti americani trovano la legge un "oltraggio".
  - Hans Mayer invia una lettera anonima all'addetto navale britannico a Oslo, il capitano Hector Boyer, chiedendo se gli inglesi vogliono informazioni dalla Germania sulle armi tedesche presenti e future. Se la risposta sarà positiva richiede di essere avvisato attraverso una piccola modifica della versione tedesca del BBC World Service, che viene fatta.[74][75]
- 5 novembre - Hans Mayer invia anonimamente il suo rapporto all'Ambasciata britannica in Norvegia; da lì viene inviato per valutazione a Whitehall, dove attira l'attenzione di Reginald Victor Jones, vicedirettore dell'intelligence presso il Ministero dell'Aeronautica, nonostante lo scetticismo di molti che sospettavano fosse una trappola tedesca.[74]
- 6 novembre - In Polonia i tedeschi iniziano la Sonderaktion Krakau.
- 7 novembre - La regina Guglielmina d'Olanda e il re Leopoldo III dei Belgi lanciano un appello alla pace offrendosi come mediatori tra le parti.

- 8 novembre - Una bomba esplode nella celebre birreria Bürgerbräukeller; la propaganda nazista accusa come mandanti l'Intelligence Service e soprattutto Otto Strasser, ex-nazista ed oppositore di sinistra di Hitler riparato all'estero nel 1933. L'accusa serve a Hitler per eliminare definitivamente la sinistra tedesca. Bombardieri britannici bombardano accidentalmente Monaco di Baviera.
  - Incidente di Venlo: gli ufficiali britannici del Secret Intelligence Service Sigismund Payne Best e Richard Henry Stevens cadono vittime di un'operazione false flag: a Venlo, nei Paesi Bassi neutrali, vengono rapiti da un gruppo di ufficiali tedeschi del Sicherheitsdienst e portati in Germania.[76]

- 12 novembre - Chamberlain e Daladier declinano le offerte dei sovrani belga e olandese.
- 13 novembre - I negoziati tra Finlandia e Unione Sovietica s'interrompono. I finlandesi sospettano che tedeschi e russi abbiano accettato d'includere la Finlandia nella sfera d'influenza sovietica.[77]
  - Anche Carlo II di Romania si offre come mediatore segreto tra i due contendenti.
  - Il primo cacciatorpediniere britannico perso durante la guerra è l'HMS Blanche, affondato da un campo minato posto da un U-Boot vicino all'estuario del Tamigi.[78]
  - La Deutschland torna a Gotenhafen, dopo aver affondato solo due navi e averne catturata una.[79][77]
- 14 novembre - Anche Hitler respinge con diplomazia la mediazione di Guglielmina d'Olanda e Leopoldo III.
  - Il governo in esilio della Polonia si sposta a Londra.
  - Il comandante in capo della marina tedesca, il Grossadmiral Erich Raeder, ordina ai suoi U-Boot di affondare senza avvertimento tutte le navi mercantili alleate.[80]
- 16 novembre - La proposta di re Carlo viene respinta.
  - Un bombardiere tedesco uccide James Isbister in un'incursione aerea sulle Isole Orcadi: prima vittima britannica.
- 17 novembre - Si riunisce a Parigi il Consiglio di Sicurezza Alleato; viene deciso, in caso di attacco tedesco in Belgio, di difendere la linea Mosa-Anversa.
  - L'Irish Republican Army viene accusata di aver fatto esplodere bombe a Londra.
- 19 novembre - Winston Churchill propone di minare attraverso lanci aerei le acque del Reno fra Strasburgo e il fiume Lauter (Operazione Royal Marine).
- 20 novembre - La Luftwaffe e gli U-Boot tedeschi iniziano a minare l'estuario del Tamigi.
- 21 novembre - La nuova strategia tedesca di piantare mine magnetiche nei mari britannici ottiene il suo primo grande successo quando una mina piantata dall'U-52 nel Firth of Forth mette fuori servizio l'incrociatore leggero HMS Belfast fino all'autunno del 1942.[81]
  - Le corazzate tedesche Gneisenau e Scharnhorst vengono inviate per alleviare la pressione sulla Admiral Graf Spee, portando scompiglio sulle rotte marittime.[67]
- 22 novembre - La Luftwaffe lascia cadere nel fango una mina magnetica intatta al largo di Shoeburyness, alla foce dell'estuario del Tamigi. Una volta recuperata, gli scienziati dell'Ammiragliato inventano la demagnetizzazione, che riduce notevolmente il pericolo rappresentato dalle mine magnetiche.[82]
- 23 novembre - Dopo l'affondamento dell'incrociatore ausiliario britannico Rawalpindi, che costa la vita a 270 marinai,[83] inizia la caccia agli incrociatori tedeschi Scharnhorst e Gneisenau, autori dell'affondamento, da parte della flotta britannica.
  - Agli ebrei polacchi viene ordinato d'indossare fasce della Stella di David sul braccio.
- 24 novembre - I giapponesi annunciano la conquista di Nanning, nella Cina meridionale.
- 26 novembre - Incidente di Mainila: colpi d'artiglieria esplodono nel villaggio sovietico di Mainila, poco lontano dal confine con la Finlandia; Mosca accusa il governo di Helsinki dell'accaduto, ma questo nega ogni responsabilità.
- 27 novembre - Protestando violentemente per un bombardamento finlandese su truppe di stanza a Leningrado, il governo sovietico denuncia il trattato russo-finlandese del 1920; Helsinki nega che il fatto sia mai avvenuto: solo in seguito venne appurato che l'incidente era stato orchestrato dall'NKVD sovietica.
- 29 novembre - Il governo sovietico interrompe le relazioni diplomatiche con la Finlandia, ignorando l'ultima offerta finlandese di ritirare unilateralmente le proprie truppe dai confini.
- 30 novembre - L'Unione Sovietica attacca la Finlandia: inizia la guerra d'inverno.[84]

### Dicembre
- 1º dicembre - La Russia continua la sua guerra contro la Finlandia; Helsinki viene bombardata. Nelle prime due settimane del mese, i finlandesi si ritirano sulla linea Mannerheim, una linea difensiva obsoleta appena all'interno del confine meridionale con la Russia.
- 2 dicembre - Viene costituito lo stato fantoccio filo-sovietico della Repubblica democratica finlandese presieduto da Otto Kuusinen, da molti anni membro del Komintern.
  - L'Armata Rossa prende Petsamo.[85]
- 4 dicembre - Una mina magnetica danneggia la corazzata HMS Nelson. È l'ultima vittima dell'arma segreta tedesca.
- 5 dicembre - I sovietici iniziano ad attaccare pesantemente la linea Mannerheim: iniziano le battaglie di Kollaa e Suomussalmi.
- 7 dicembre - Italia, Norvegia e Danimarca dichiarano nuovamente la loro neutralità nella guerra russo-finlandese. La Svezia proclama la "non belligeranza", con la quale potrebbe estendere il sostegno militare alla Finlandia, senza prendere formalmente parte alla guerra.[86]
  - La Graf Spee affonda l'ennesima nave britannica nell'Atlantico meridionale.
- 11 dicembre - Hitler incontra Vidkun Quisling, fondatore in Norvegia del movimento filo-nazista Unione Nazionale.
  - I russi vengono sconfitti ripetutamente dai finlandesi.
- 12 dicembre - Francia e Regno Unito inviano materiale bellico in aiuto della Finlandia. Churchill si pronuncia a favore di uno sbarco preventivo in Norvegia.
  - Vittoria finlandese nella battaglia di Tolvajärvi.
  - Il cacciatorpediniere di scorta HMS Duchess affonda dopo una collisione con la corazzata HMS Barham al largo del Mull of Kintyre nel Canale del Nord, con la perdita di 137 uomini.[87]
- 13 dicembre - Battaglia del Río de la Plata: il gruppo di caccia F della Royal Navy, composto da tre incrociatori (Exeter, Ajax e Achilles), intercetta ed attacca la corazzata tedesca Admiral Graf Spee presso Montevideo, riuscendo a danneggiarla.[88]
- 14 dicembre - La Graf Spee, pesantemente danneggiata, si rifugia nel porto di Montevideo, appellandosi al diritto internazionale.[89]
  - L'URSS viene espulsa dalla Società delle Nazioni per l'aggressione alla Finlandia.[90]
  - Hitler ordina all'OKW di preparare uno studio preliminare sui problemi connessi ad un'eventuale invasione della Norvegia.
- 15 dicembre - Battaglia di Taipale: i sovietici assaltano la città.[41]
- 17 dicembre - La corazzata tascabile tedesca Admiral Graf Spee si autoaffonda a Montevideo. Il suo capitano, Hans Langsdorff, ed il suo equipaggio vengono internati dalle autorità argentine.[91][92]
- 18 dicembre - Il primo reparto canadese arriva in Europa.
  - I tedeschi sconfiggono i britannici nella battaglia della Baia di Helgoland.
- 20 dicembre - Il capitano Hans Langsdorff si suicida.[93]
- 21 dicembre - Viene esteso alla provincia di Trento l'accordo italo-tedesco per il volontario trasferimento in Germania di cittadini di lingua tedesca.
- 23 dicembre - Gli stati americani indirizzano ai governi britannico, francese e tedesco una forte nota di protesta per l'azione navale di Rio de la Plata. Nel documento si afferma che l'episodio rappresenta una chiara violazione della "zona di sicurezza" americana.
- 24 dicembre - Papa Pio XII lancia un appello alla riconciliazione che resterà inascoltato. I finlandesi vincono la battaglia di Tolvajärvi, catturando 60 carri e 30 cannoni.
- 27 dicembre - Il primo reparto indiano arriva in Francia.
- 28 dicembre - Il ministro dell'alimentazione del Regno Unito W.S. Morrison annuncia che, a partire dall'8 gennaio, il razionamento verrà ampliato per includere burro, pancetta, prosciutto e zucchero.[94]
  - Durante il pattugliamento del Butt of Lewis, la corazzata britannica HMS Barham viene danneggiata dall'U-30 tedesco e messa fuori servizio per quattro mesi.[95][96]
- 31 dicembre - Il ministro della Propaganda tedesco Joseph Goebbels tiene un discorso radiofonico, rivedendo la versione ufficiale nazista degli eventi del 1939. Per il 1940 non vengono fatte previsioni, oltre a dire che l'anno successivo "sarà un anno difficile e dobbiamo essere pronti per esso".[97]